# Џон Тери
Џон Џорџ Тери (енгл. John George Terry; Лондон, 7. децембар 1980) бивши је енглески фудбалер и садашњи фудбалски тренер. Тренутно је помоћни тренер у енглеском Лестер Ситију.

## Каријера
Од 1998. до 2017. године играо је у енглеском клубу Челси, где је био и капитен. У јулу 2017, прешао је у Астон Вилу.
Сезоне 2004/05. је од других играча изабран за најбољег фудбалера енглеске Премијер лиге. Исте године је његов клуб Челси био првак лиге, први пут након тачно 50 година.

## Репрезентација
За младу фудбалску репрезентацију Енглеске је одиграо девет утакмица и постигао је један гол, у периоду 2000-2002. За сениорску репрезентацију Енглеске је одиграо 78 утакмица и постигао је 6 голова, у периоду 2003-2012.
За сениорску репрезентацију Енглеске је дебитовао 3. јуна 2003. на пријатељској утакмици против Србије и Црне Горе. Наступао је на Европском првенству 2004. У првој утакмици, у којој је Енглеска поражена од Француске са 2:1, није играо. Провео је на терену свих 90 минута у преостале две утакмице у групи, против Швајцарске и против Хрватске. У утакмици четвртфинала, у којој је његова репрезентација поражена након извођења једанаестераца од Португала, Тери је био успешно реализовао пенал у четвртој серији.
У мечу квалификација за Светско првенство 2006. против Пољске, Тери је по први пут понео капитенску траку након изласка из игре Мајкла Овена. Први гол за репрезентацију је постигао 30. маја 2006. на пријатељској утакмици са селекцијом Мађарске. На Светском првенству 2006. провео је сваки минут на терену за своју селекцију. У утакмици осмине финала против Еквадора проглашен је играчем утакмице.
Од 10. августа 2006. Тери је за стално преузео капитенску траку од дотадашњег капитена Дејвида Бекама. Тери је постао први играч који је био стрелац за репрезентацију на новом Вемблију, 1. јуна 2007. против Бразила. Тери је изгубио капитенску траку 5. фебруара 2010. након скандала око ванбрачне афере са бившом девојком саиграча Вејна Бриџа. За новог капитена је изабран Рио Фердинанд.

### Голови за репрезентацију
| #  | Датум              | Место               | Противник        | Гол | Резултат | Такмичење                                |
| -- | ------------------ | ------------------- | ---------------- | --- | -------- | ---------------------------------------- |
| 1. | 30. мај 2006.      | Манчестер, Енглеска | Мађарска         | 2-0 | 3-1      | Пријатељска                              |
| 2. | 16. август 2006.   | Манчестер, Енглеска | Грчка            | 1-0 | 4-0      | Пријатељска                              |
| 3. | 1. јун 2007.       | Лондон, Енглеска    | Бразил           | 1-0 | 1-1      | Пријатељска                              |
| 4. | 28. мај 2008.      | Лондон, Енглеска    | Сједињене Државе | 1-0 | 2-0      | Пријатељска                              |
| 5. | 19. новембар 2008. | Берлин, Немачка     | Немачка          | 2-1 | 2-1      | Пријатељска                              |
| 6. | 1. април 2009.     | Лондон, Енглеска    | Украјина         | 2-1 | 2-1      | Квалификације за Светско првенство 2010. |

## Трофеји
- Премијер лига (5): 2004/05, 2005/06, 2009/10, 2014/15, 2016/17
- ФА куп (5): 2000, 2007, 2009, 2010, 2012.
- Лига куп (3): 2005, 2007, 2015.
- Комјунити шилд (2): 2005, 2009.
- Лига шампиона (1): 2011/12.
- Лига Европе (1): 2012/13.